# Ko‘lbuloq
Ko‘lbuloq (Russisch: Кульбулак, Koelboelak, Engels: Kulbulak) is een archeologische site uit het midden- en laatpaleolithicum in Oezbekistan. Ze bevindt zich ten noordwesten van de stad Angren aan de oevers van de Jarsoy-beek van de Qizilolmasoy, een zijrivier van de Ohangaron, in de provincie Tasjkent. De vindplaats werd in 1962 ontdekt, en archeologisch onderzoek werd in 1963-1983 uitgevoerd door M. R. Qosimov.  
De site ligt nabij een bron en niet ver van diverse beekjes en ander stromend water. Dit, samen met de nabijheid van een bron van vuursteen bij Kyzyl-Alma, maakte het een ideale woonplaats voor mensen.  
Koʻlbuloq werd ononderbroken bewoond van het late midden- tot vroege laatpaleolithicum, dat wil zeggen van ongeveer 80.000 tot 40.000 BP, en is daarmee een uniek referentiemonument voor het bepalen van de leeftijd van sites, niet alleen in Centraal-Azië, maar ook in Zuidwest-Azië.
Hoewel de cultuurlagen tot een diepte van 19 meter zijn onderzocht, hebben de opgravingen de vaste grond nog niet bereikt. De bovenste lagen zijn 1,5-2 m dik en behoren tot het initieel laatpaleolithicum. Ze werden bestudeerd over een oppervlakte van 600 m². Naarmate de opgraving dieper werd, werd het oppervlak kleiner. De middelste lagen, 0,7–0,8 m dik, dateren uit het Moustérien. Daaronder werd een laag vondstloze zandige klei van 0,7-0,8 m dik aangetroffen. Hieronder werd een 5 m dikke laag blootgelegd die door Qosimov tot het Acheuléen gedateerd werd, hoewel dit door latere onderzoekers in twijfel getrokken werd.
Er zijn bijna 70.000 stenen werktuigen gevonden. In de lagen van het Moustérien en het laatpaleolithicum werden resten van haardplaatsen en fragmenten van verbrande dierlijke botten gevonden. Ook werd een tand gevonden, welke toegeschreven werd aan de vroege moderne mens.

## Koʻlbuloqcultuur
De laatpaleolithische steenindustrie bij Koʻlbuloq had unieke eigenschappen vanwege de bewerkingstechnieken van de stenen werktuigen. Archeologen gaven de industrie de status van Koʻlbuloqcultuur.